# Silanotettix
Silanotettix is een geslacht van rechtvleugeligen uit de familie doornsprinkhanen (Tetrigidae). De wetenschappelijke naam van dit geslacht is voor het eerst geldig gepubliceerd in 1959 door Günther.

## Soorten
Het geslacht Silanotettix omvat de volgende soorten:
- Silanotettix baroides Günther, 1974
- Silanotettix notangulus Günther, 1959
- Silanotettix strumiger Günther, 1959